# Н.Л.О.: Истинная история летающих тарелок
«Н.Л.О.: Истинная история летающих тарелок» (англ. Unidentified Flying Objects: The True Story of Flying Saucers) — американский научно-фантастический фильм режиссёра Уинстона Джонса, по сценарию Фрэнсиса Моргана, чей коллега по фильму «Драгнет» 1967 года Джек Уэбб был продюсером и рассказчиком телесериала 1978 года «Проект Н. Л.O.», в котором была показана работа по проекту «Синяя книга».
В 1952 году голливудский продюсер Кларенс Грин увидел необычный объект, вращающийся в небе. Он решил сообщить о наблюдении и связался с офицером общественной информации ВВС США Альбертом М. Чопом, который отвечал за ответы на вопросы журналистов и общественности об НЛО. Заинтригованный своим опытом, Грин решил снять документальный фильм о феномене НЛО. Когда Чоп рассказал Грину о существовании видеозаписей НЛО, Грин получил эти кадры для анализа и показа в своём документальном фильме.

## Сюжет
Действие документального фильма начинается в 1947 году, с первых широко разрекламированных наблюдений НЛО в Соединенных Штатах, включая воссоздание наблюдения НЛО Кеннетом Арнольдом, инцидента с НЛО Мантелла и воздушного боя Гормана. Затем в картине прослеживается развитие НЛО, как явления популярной культуры и серьезной проблемы для Военно-воздушных сил США. Обсуждается история проекта Sign, первого исследования Военно-воздушных сил феномена НЛО.
Затем документальный фильм фокусируется на главном герое Альберте М. Чопе, который в конце 1940-х годов был назначен сотрудником по общественной информации на военно-воздушную базу Райт-Паттерсон в Дейтоне, штат Огайо. На этой должности, он был обязан отвечать на многочисленные запросы средств массовой информации о наблюдениях НЛО и о том, что известно о них Военно-воздушным силам. Чоп берет интервью у немецкого специалиста по ракетостроению, ранее участвовавшего в программе Пенемюнде «Фау-2», ныне работающего в Америке. Ученый подтверждает возможность существования НЛО. Хотя изначально он изображается как разоблачитель НЛО, Чоп постепенно меняет свои взгляды по ходу фильма и приходит к убеждению, что НЛО — это неизвестные и, возможно, внеземные летательные аппараты.
К 1952 году Чоп переехал в Вашингтон, округ Колумбия, где он является пресс-секретарем проекта «Синяя книга». В документальном фильме анализируются два известных фрагмента видеозаписи НЛО: инцидент с НЛО в Мариане в 1950 году, в котором менеджер бейсбольной команды младшей лиги Грейт-Фоллс, штат Монтана, утверждал, что заснял два НЛО, пролетавших над местным бейсбольным стадионом, и фильм об НЛО 1952 года, снятый недалеко от Большого Соленого озера в штате Юта. Фотограф ВМС США Делберт Ньюхаус. Документальный фильм завершается знаменитым инцидентом с НЛО в Вашингтоне, округ Колумбия, в 1952 году, в котором Альберт Чоп сыграл центральную роль. Документальный фильм воссоздает переживания Чопа во время инцидента, и в конце документального фильма Чоп высказывает свое убеждение в том, что НЛО — это «реальное» физическое явление неизвестного происхождения